# Gliese 486
Gliese 486 (también GJ 486, Wolf 437) es una estrella enana roja de la clase espectral M3.5 Ve en la constelación de Virgo, que está a aproximadamente 8.1 pc (26.3 ly) de la Tierra. Su temperatura superficial es de aproximadamente 3390 K (aproximadamente 3115 °C). Gliese 486 fue descrito por primera vez por el astrónomo Max Wolf en 1919. La estrella tiene un exoplaneta de tipo súper-terrestre caliente llamado Gliese 486 b.
- Datos: Q15920617
- Multimedia: Gliese 486 / Q15920617